# مارشالفيل
مارشالفيل (بالإنجليزية: Marshallville, Georgia)‏ هي مدينة تقع في مقاطعة ماكون، جورجيا بولاية جورجيا في الولايات المتحدة. تبلغ مساحة هذه المدينة 8.2 (كم²)، وترتفع عن سطح البحر 157 م، بلغ عدد سكانها 1335 نسمة في عام 2010 حسب إحصاء مكتب تعداد الولايات المتحدة.

## أعلام
- جون دونالد ويد

## وصلات خارجية
- Cities & Counties - Georgia.gov